# Conidiobolus polytocus
Conidiobolus polytocus är en svampart som beskrevs av Drechsler 1955. Conidiobolus polytocus ingår i släktet Conidiobolus och familjen Ancylistaceae.   Inga underarter finns listade i Catalogue of Life.